# Castello di Smečno
Il castello di Smečno (in ceco Zámek Smečno) si trova nell'omonimo comune del Distretto di Kladno, Boemia Centrale in Repubblica Ceca. Si tratta di un castello rinascimentale con un vasto parco ricco di decorazioni scultoree, antica residenza nobiliare della famiglia Martinice. Risale al XIII secolo ed è considerato monumento culturale nazionale. 

## Storia

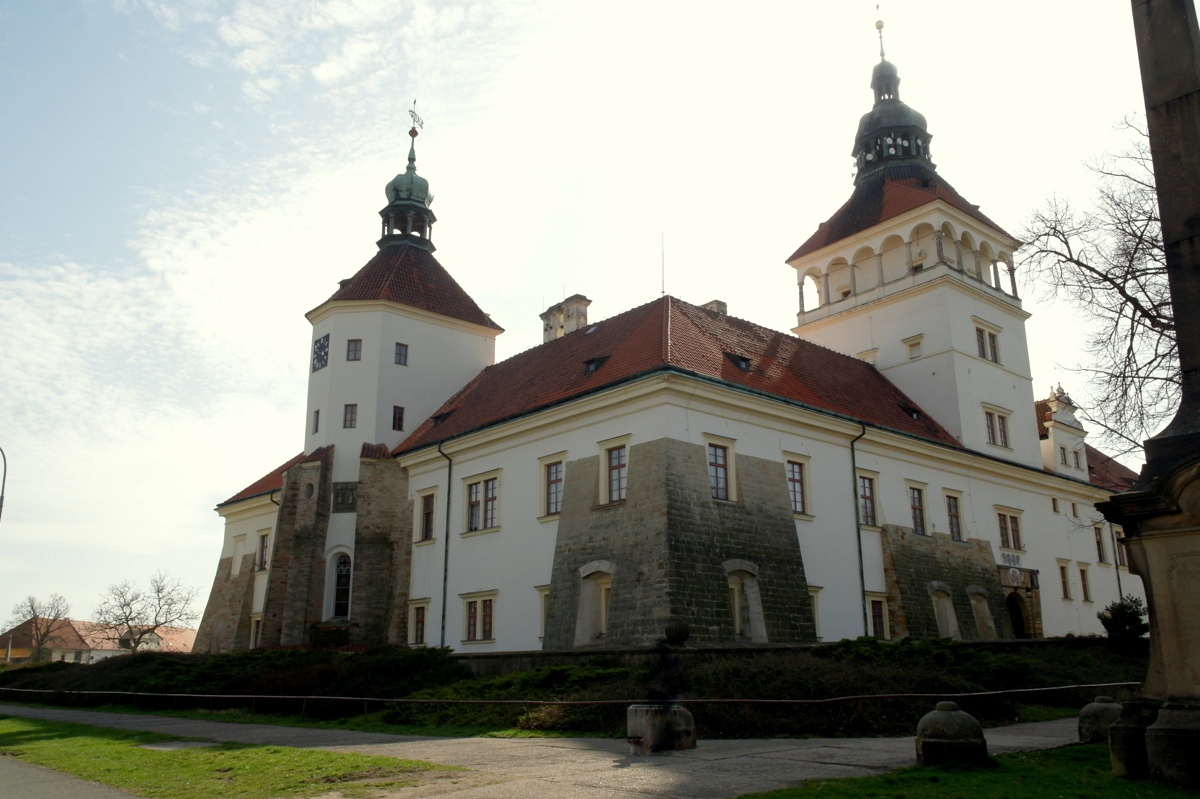
Immagine del castello

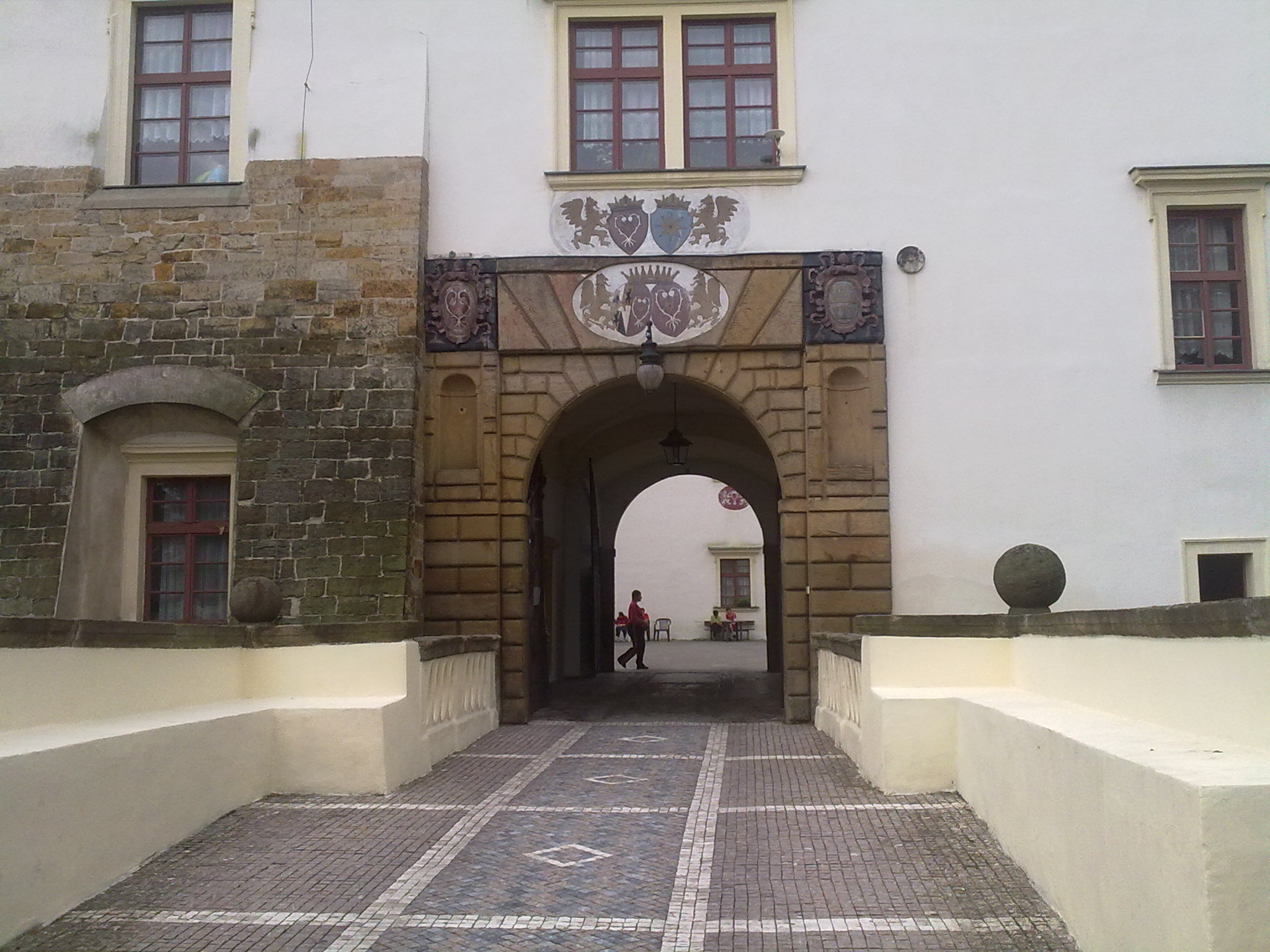
Portale di accesso

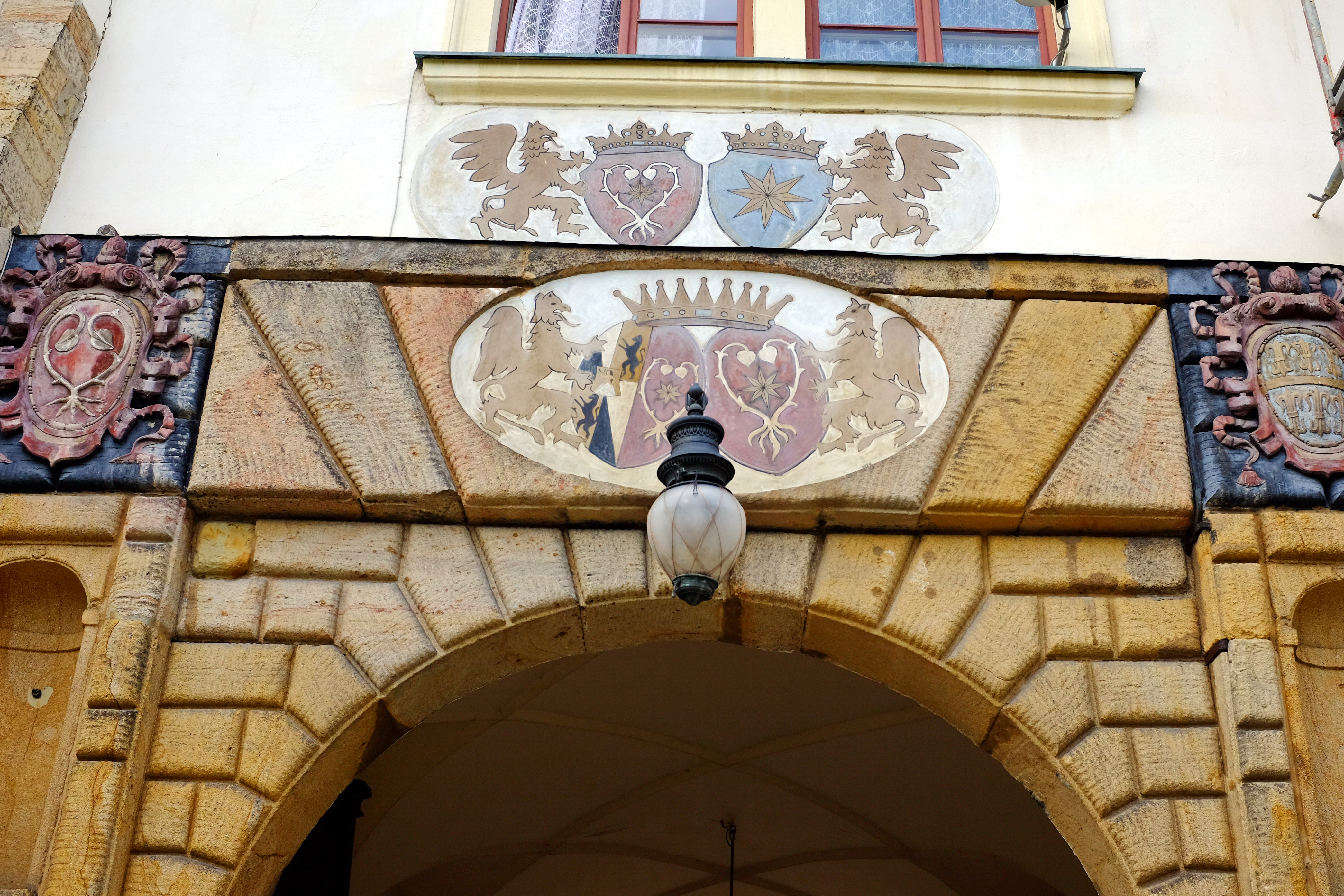
Stemmi nobiliari sul portale di accesso

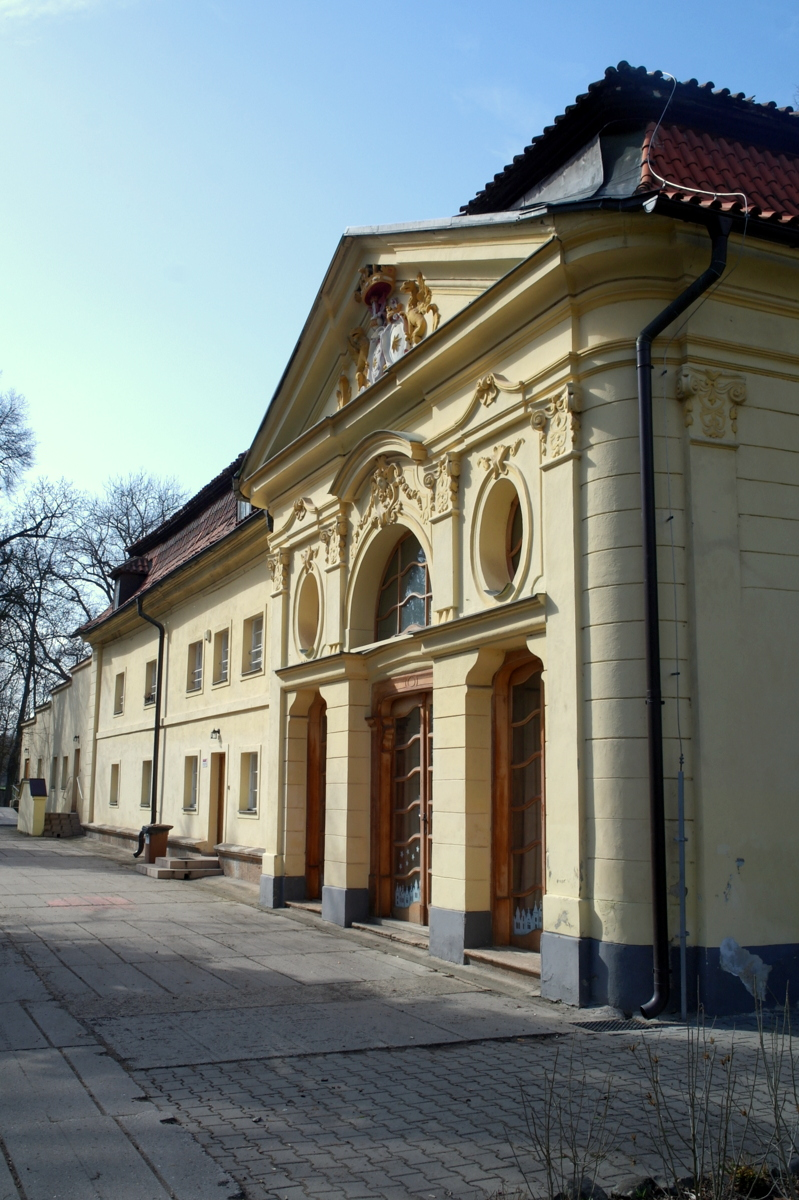
Sala terrena

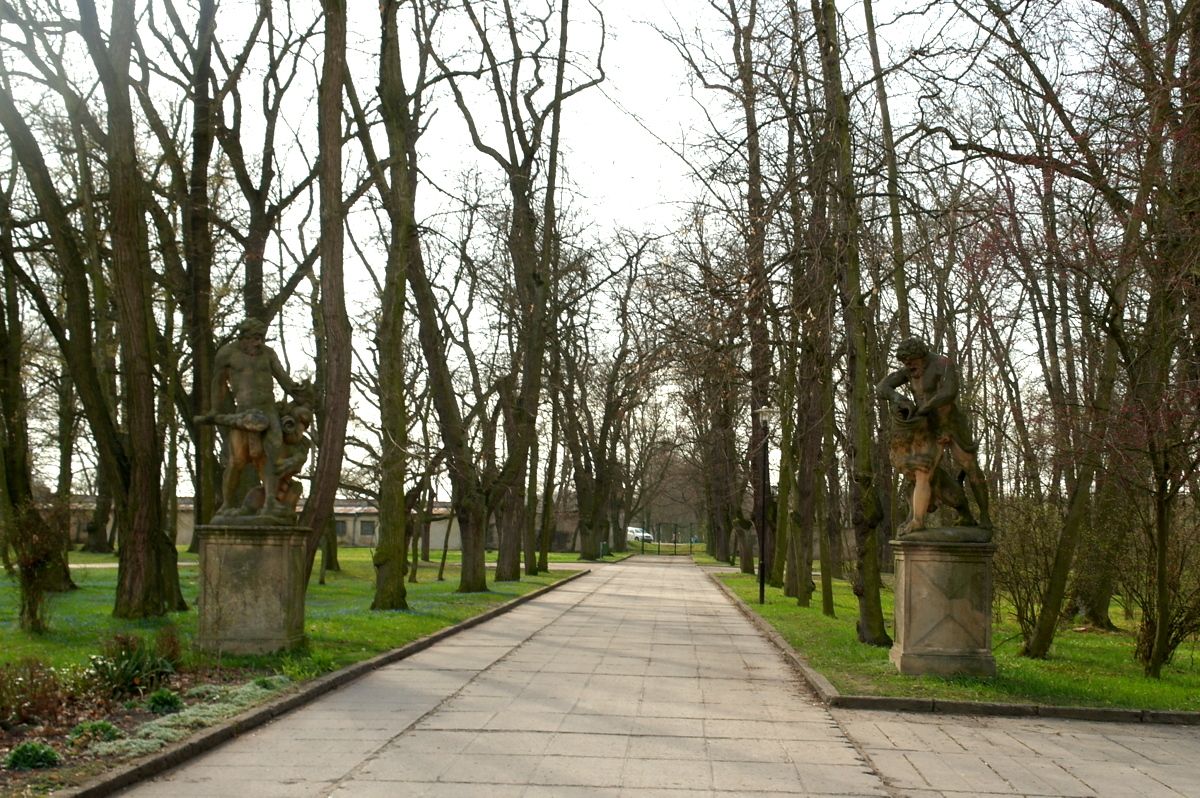
Particolare del parco

La prima menzione scritta della fortezza che sorgeva sul sito del castello che ci è pervenuto risale al 1252, quando il signore locale era Boleslav di Smečn. La sua famiglia vendette la struttura nel 1322 a Vítek di Smečno e successivamente questa famiglia prese il nome di Kameničtí ze Smečno. Nel 1418 Smečno l'intero territorio passò sotto il controllo di Markvart di Martinice e per i successivi cinque secoli il castello fu legato alla famiglia Martinice. La famiglia Martinice, che proveniva da Votick, legò il suo destino a questo luogo. L'ascesa sociale e al potere della famiglia iniziò con Bořita di Martinice, che fu maresciallo di corte. Nel 1460 Bořita ricostruì la fortezza originale secondo il gusto tardo gotico, con cortile e torri. Con la crescita dei possedimenti della famiglia crebbe anche l'importanza di Smečno che, nel 1510, fu elevata a cittadina e nel 1515 a città. Hynek Bořita Martinice, nel 1522, divenne il più alto giudice regionale. Nel 1536 la famiglia si divise in due rami, quello degli Smečenská e quello degli Okóřská. Tale divisione avvenne anche a livello religioso e mentre i primi restarono cattolici i secondi passano al protestantesimo. Alla fine del XVI secolo, quando il signore era Jiří Bořita di Martinice, il vecchio edificio non soddisfaceva più le esigenze e l'importanza della famiglia, quindi Jiří decise modifiche radicali. Fece abbattere l'antica fortezza fino alle torri e al suo posto fece erigere un castello rinascimentale con un vasto parco. Di questo periodo è stata conservata una descrizione del castello. Era un edificio a un piano con un ampio fossato in mattoni, sul lato nord attraversato da un ponte di tronchi. Dopo Jiří qui arrivò suo nipote Jaroslav che apportò solo piccole modifiche agli interni. Il nuovo palazzo rappresentativo fu a quattro ali, decorato con frontoni rinascimentali, portici, circondato da un parco e un frutteto. Dopo il 1618 l'orientamento cattolico di Jaroslav ne accrebbe l'influenza statale. Le modifiche apportate durante il periodo del primo barocco interessarono soprattutto gli interni, mentre l'esterno rimase rinascimentale fino alla metà del XVIII secolo. I cambiamenti più drastici furono realizzati gradualmente fino alla metà del XVIII secolo, quando furono murati i portici, demoliti i frontoni rinascimentali e l'edificio fu integrato con molti elementi architettonici e paesaggistici. In quel periodo fu creato l'ingresso monumentale con obelischi, la scalinata con balaustra a doppio braccio, un parco con statue e una sala terrena. Ulteriori modifiche risalgono a dopo il 1791, quando la tenuta passò nelle mani dei nuovi proprietari, i Clam-Martinic. La famiglia si formò con il matrimonio di Marie Anna Martinic. La modifica strutturale più significativa di questo periodo fu la costruzione di un teatro nell'angolo nord-ovest dell'edificio. Negli anni tra il 1918 e il 1922 la proprietà fu confiscata e tutti gli arredi e le attrezzatura furono portati via. Da allora il castello è stato utilizzato per diverse strutture ricettive.

## Descrizione
Il castello si trova a Smečno, comune della Boemia Centrale in Repubblica Ceca. Il parco del castello si trova di fronte alla chiesa, lungo la strada Smečno-Kačice. Il complesso è costituita dalla struttura a quattro piani del castello con ali che racchiudono il cortile rettangolare. Attorno, sui quattro lati, si trova un fossato. L'accesso alla porta monumentale è possibile grazie ad un ponte sul fossato. Ci sono due obelischi davanti all'ingresso. Dal castello il parco che si espande verso nord e il parco è collegato al castello da due ponti sul fossato. Nella parte occidentale dell'area è presente un cancello metallico, sul quale sono incastonati due obelischi con le statue in arenaria raffiguranti Pomona e Flora. La sala terrena è a sud della porta.

### Monumento culturale della Repubblica Ceca
La tutela dei monumenti della Repubblica Ceca considera il complesso del castello di Smečno col suo parco un monumento culturale nazionale tutelato col numero di catalogo 1000128844. Oggetto di tutela è il castello, il parco, la sala terrena, la statua di Pomona, la statua di Flora, la statua di Sansone, la statua di Ercole, la statua di San Giovanni Nepomucenoo, i due obelischi, il muro di cinta con porta ed i terreni compresi.